# Île de Salagnon
L'île de Salagnon est un îlot du Léman, devant le port du Basset, sur le territoire de la commune vaudoise de Montreux, en Suisse.

## Histoire
Jusqu'à la toute fin du XIXe siècle, les quelques rochers émergeant du lac devant la baie du Basset portent le nom de « ruche (ou roches) aux Mouettes ». C'est alors que l'ingénieur Joseph d'Allinges, chargé de la construction de la partie française de la « ligne du Tonkin », y fait déverser les matériaux d'excavation du tunnel de Meillerie pour créer, sur une surface de 1 120 m2, une nouvelle île artificielle située à 15 mètres du rivage. Ce nom de Salagnon, donné par Joseph d'Allinges lui vient du sel de Bourgogne, du même nom, qui était dédouané à Clarens avant de poursuivre sa route vers le Valais. Elle est dite également « île des Cygnes » ou « île des Rats ».
Tout d'abord librement accessible au public, l'île est rachetée le 20 septembre 1900 par le peintre français Théobald Chartran. Il y fait ajouter de la terre de Savoie et rehausser les murs de protection avant d'y faire construire un escalier et un petit port, puis une grande villa de style florentin par Louis Villard. L'année suivante, les travaux terminés, Chartran s'installe dans son île qui n'est accessible que par bateau. Il y donne de nombreuses fêtes auxquelles les étrangers de passage à Montreux sont régulièrement invités.
Après avoir passé entre plusieurs mains dont un comte russe, un commerçant zurichois et l'Américaine Mary Shillito, l'île et la villa deviennent, en 1947, propriété d'Ernst Pflüger qui en 1950 agrandit le port et dont la famille est toujours propriétaire. L'île, de même que la villa, sont classés comme biens culturels d'importance nationale.

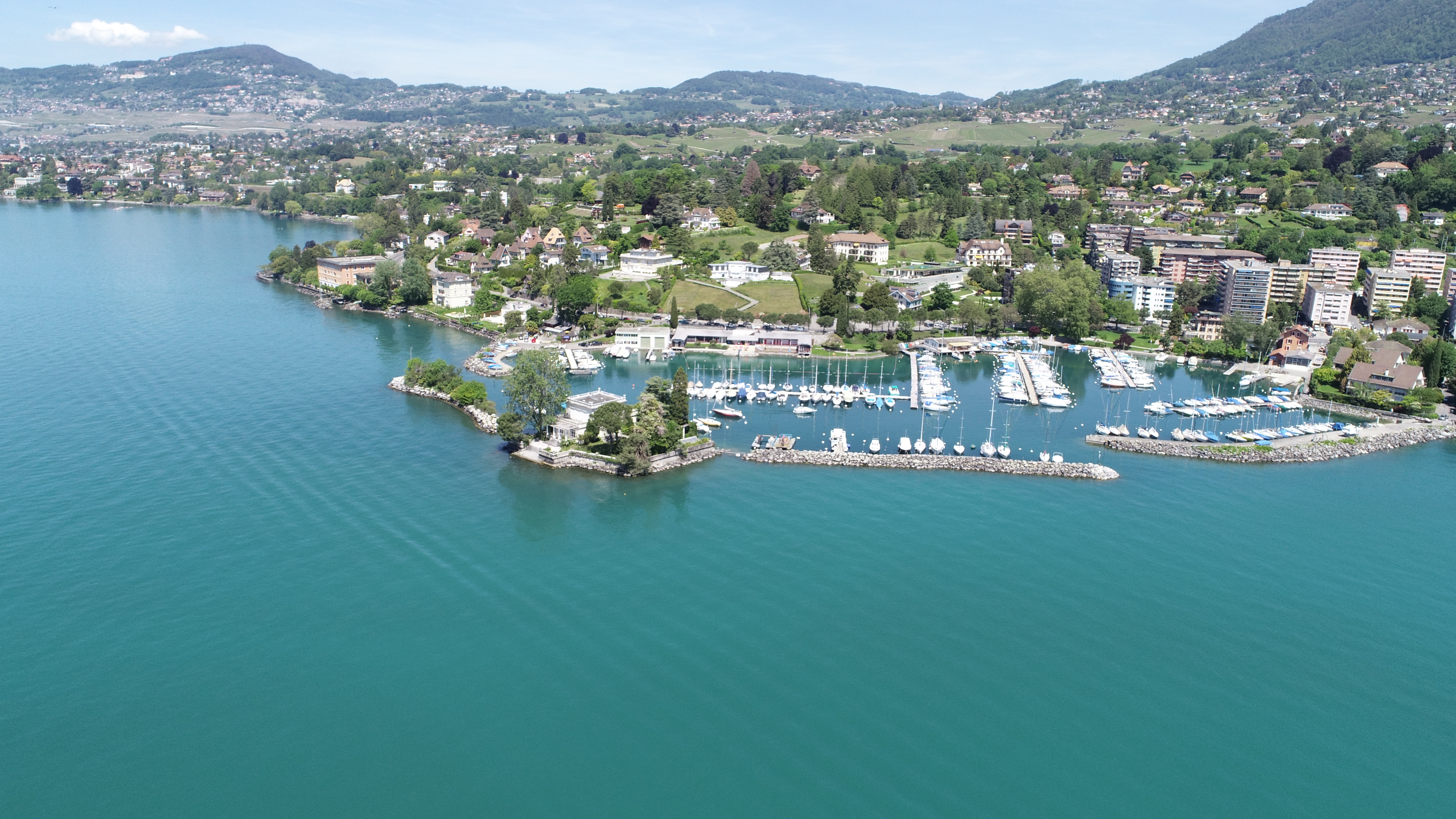
Villa Salagnon, vue aérienne, de loin. (Photo prise le 1er juin 2019)
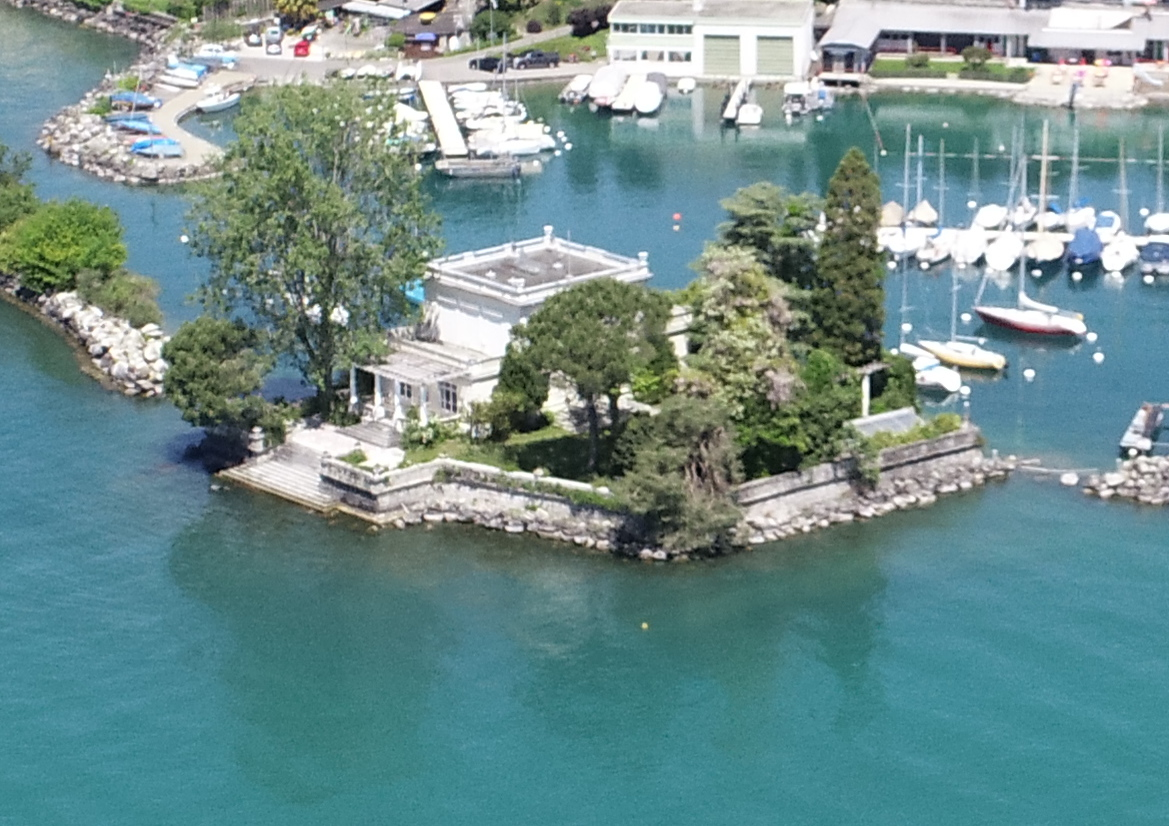
Villa Salagnon, vue aérienne rapprochée. (Photo prise le 1er juin 2019)
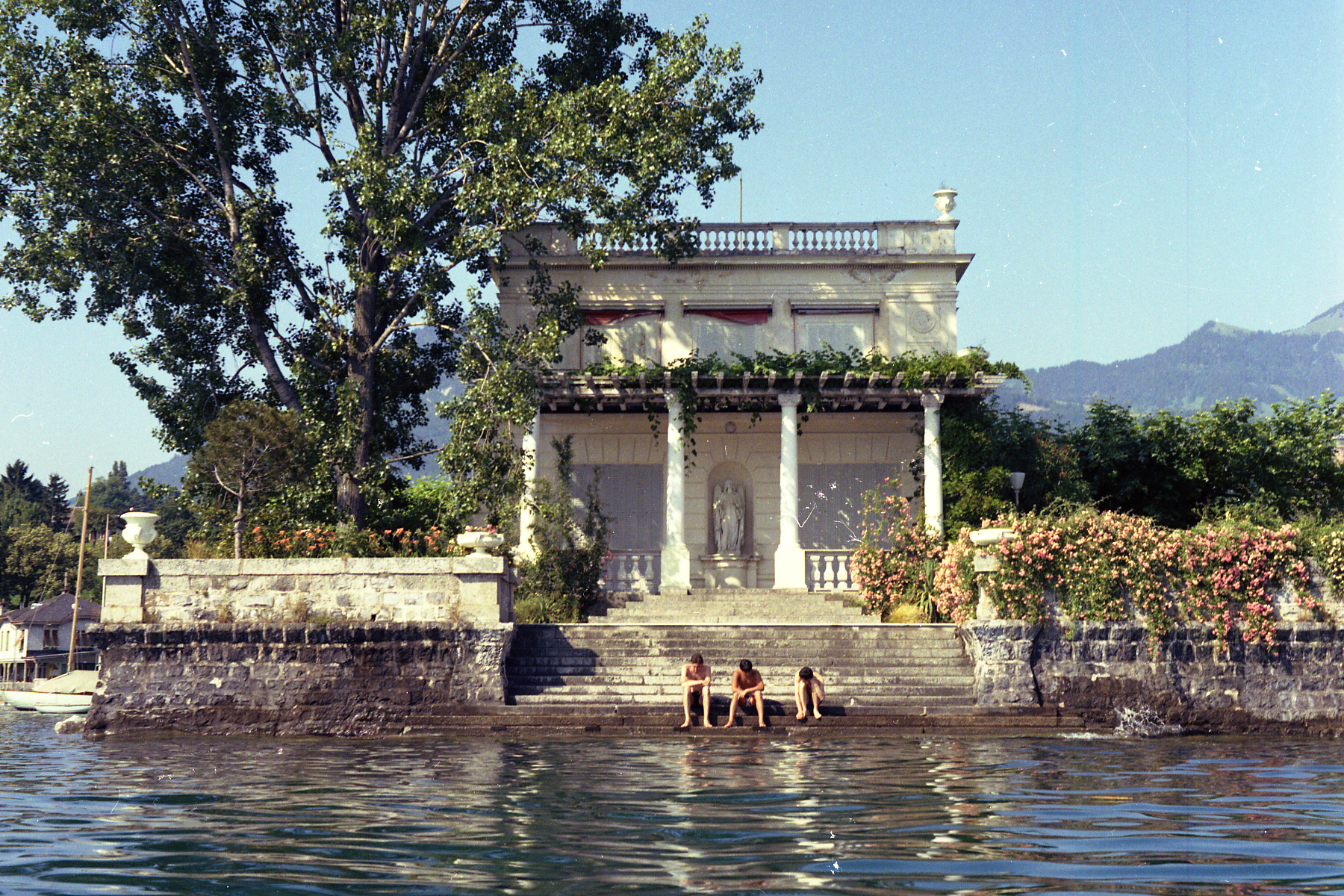
Personnes assises sur les marches d'un bain public à la Villa Salagnon. (Photo prise le 7 juillet 1968)
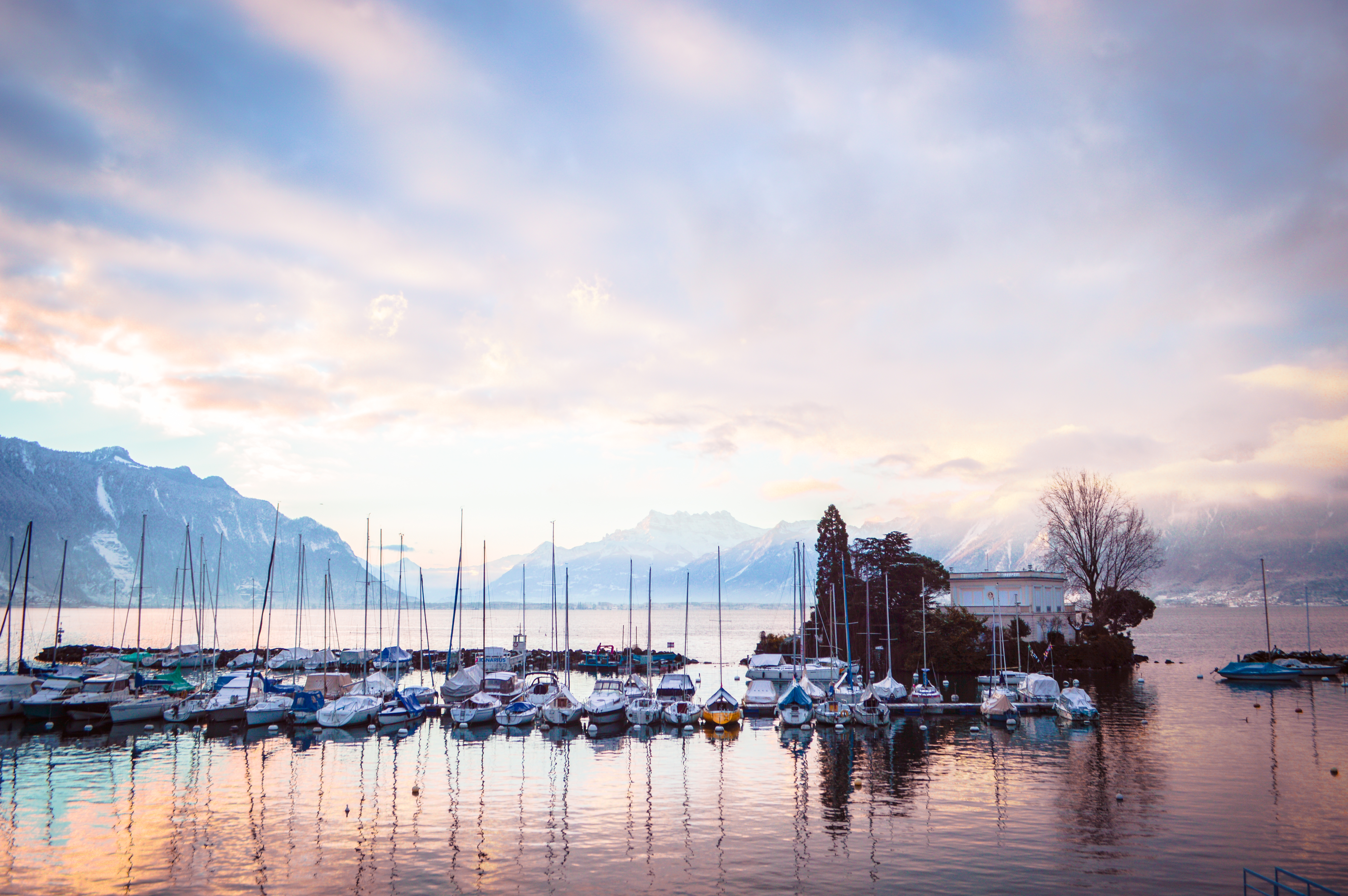
Île de Villa Salagnon, port de Basset. (Photo prise le 18 janvier 2017)
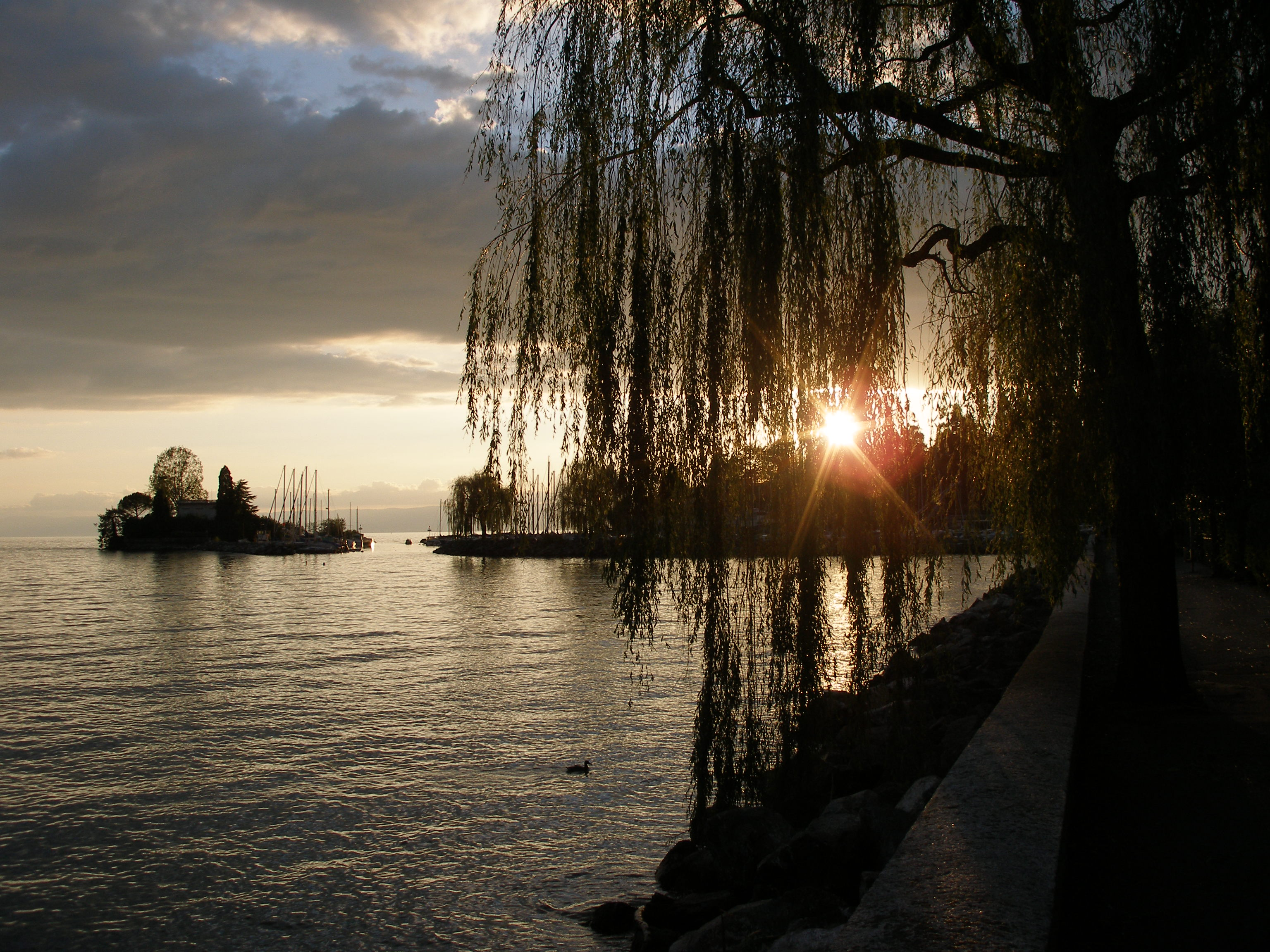
Coucher de soleil sur l'île Villa Salagnon. (Photo prise le 19 juillet 2005)

## Filmographie
- « La maison la plus photographiée du monde (Île de Salagnon/Vaud) », sur rts.ch